# 23707 Chambliss
23707 Chambliss este o planetă minoră (asteroid), cu un diametru de 7,198 km, din centura de asteroizi. A fost descoperită pe 4 octombrie 1997 la  de James Bruton⁠(d). 
Obiectul prezintă o orbită caracterizată de o semiaxă mare de 3,1296341 UAi, o excentricitate de 0,24, o înclinație de 16,90405 ° în raport cu ecliptica.